# 경교장
경교장(京橋莊)은 대한민국 서울특별시 종로구 새문안로 29 (평동)에 위치하고 있는 일제강점기에 건축된 일본식 주택이다. 일제강점기의 금광업자 최창학의 별장이자 1945년 11월 4일부터 1949년까지 김구의 사저이자 공관, 대한민국 임시 정부 청사, 한국독립당 본부였다. 1949년부터 1952년까지는 주한중화민국 대사관저로 활용되었다. 별칭은 죽첨장(竹添莊), 죽첨정(竹添町)이다. 2005년 6월 13일 대한민국의 사적 제465호로 지정되었다.

## 역사
경교장은 최창학의 별장이었는데
김구에게 넘겨주고나서 김구가 이곳에서 생활하다
1949년 6월26일 안두희에게 암살당했다.

## 개요

### 일제시대 개인 별장
경교장은 광화문(경복궁)과 서대문 사이에 있던 동양극장 건너편에 위치하고 있었는데, 지금의 서대문역 인근 종로구 평동 강북삼성병원 부지이다. 금광으로 돈을 번 친일파 최창학 소유의 별장이었던 이 집은 건축면적 396.69m2, 연면적 945.45m2(지하１층, 지상２층）규모로 지은 일본식 건물로, 1938년 완공 당시에는 죽첨장(竹添莊)이라 하였다.

### 미군정 시기 임시정부 청사
8·15 광복 이후 최창학이 김구의 거처로 제공하였는데, 김구가 죽첨장이라는 일본식 이름 대신 근처에 있는 경교[京橋；경구교(京口橋)의 약칭]라는 다리 이름을 따서 경교장으로 개명하였다. 
1945년 11월 임시정부 국무위원들과 함께 귀국한 김구는 1949년 6월 26일 경교장 집무실에서 육군 소위 안두희에게 암살되기까지 이곳에서 생활하면서 건국에 대한 활동 및 반탁, 통일운동을 이끌었다.
김구가 반탁·건국·통일 운동을 주도할 때에는 흔히 서대문 경교장이라고 일컬었으며, 임시정부 성격인 비상국민회의의 국무회의가 열린 청사로 민족진영 인사들의 집결처로 이용되었다. 

### 대사관저에서 병원 현관으로 변천
이후 최창학에게 반환되었고 다시 중화민국 대사관저로 사용되다가 6·25전쟁 때에는 미국 특수부대가 주둔하는 등 여러 차례 주인이 바뀌었다. 1967년 삼성재단에서 매입, 건물 뒷면에 고려병원(현 강북삼성병원) 본관을 붙여 건축하면서 오랜 기간 병원 현관으로 사용되었다.

### 근현대사 사적
당초 2001년 4월 6일 서울특별시 유형문화재 제129호로 지정되었으나 한국 근·현대사에서의 동 건물의 중요성 등이 재평가되면서 2005년 6월 13일 국가 지정문화재 사적 제465호로 승격되었다. 건물 2층 서쪽에 위치하고 있는 김구 선생의 옛 집무실을 삼성에서 김구 기념실로 운영하기도 했다.
2009년 8월 14일에는 60년 만에 경교장 전체를 복원하기로 하여, 건물 내에 있던 약품 창고 같은 병원 시설들을 모두 옮기고 2011년 3월부터 공사에 들어가 2013년 3월 1일 개관하였다. 2021년 11월부터 12월까지 보수 공사에 들어갔다.

## 같이 보기
| - 김구 - 김규식 - 효창공원 - 이화장 - 삼청장 - 돈암장 - 낙산장 - 안동장 - 마포장 - 혜화장 | - 김신 - 이범석 - 방응모 - 강북삼성병원 - 최창학 - 장준하 - 조완구 - 조소앙 |